# رایفرشاید
رایفرشاید (به آلمانی: Reifferscheid) یک شهر در آلمان است که در اهرویلر واقع شده‌است. رایفرشاید ۵۹۲ نفر جمعیت دارد.